# Ао (язык)
Ао — тибето-бирманский язык, на котором говорят представители народа ао, проживающие в индийском штате Нагаленд. Ао условно относят к языкам нага, хотя, скорее всего, он не совсем родственен им. Справочник Ethnologue сообщает о 232 000 носителях этого языка (данные на 2001 год).

## Диалекты
Выделяют 3 основных диалекта: чунгли, монгсен и чангки. Чунгли — наиболее распространённый и престижный диалект, изучается в школах региона. Чангки распространён всего в трёх деревнях: Чангки, Джапу и Лонгджемданг; изучен довольно слабо. Многие носители помимо своего диалекта владеют ещё и другим (обычно чунгли, реже — монгсен). Взаимопонимаемость также зависит от диалекта. Почти все деревни ао имеют свои особенность языка.

## Письменность
Письменность на основе латиницы была создана миссионерами в 1880-х гг., она не отражает особенности произношения и не выделяет тоны. В 1964 году была издана Библия, написанная данной орфографией.